# Decimiana rehni
Decimiana rehni és una espècie de mantis de la família dels acantòpids que habita a l'Argentina i al Perú.